# 王伾
王伾（？—806年），唐朝杭州人。永贞改革領導人二王八司马中的「二王」之一。

## 簡介
王伾相貌醜陋，說吴语，雅言不標準。唐德宗时历任翰林待诏、正议大夫、殿中丞、太子侍书，一直與太子李诵一起遊玩。太子即位，是為唐顺宗，王伾升官為左散骑常侍，但事實上還在做翰林待詔的工作，王伾與顺宗感情甚好，甚至獲允入大明宫後的柿林院，面見內侍李忠言與贵妃牛昭容等。
永貞元年（805年），王伾與王叔文並稱二王，開始领导永贞改革。王伾與王叔文相比，王叔文十分自負、任性、意氣用事，粗通經書，又喜歡講政治，順宗頗尊敬王叔文，但是王叔文只能進入翰林院，等待皇帝召見，不能像王伾那樣任意出入後宮。
王伾、王叔文跟他們的朋黨門前，車馬甚多，賓客雲集。但王伾門前尤其多。官員們用以賄賂王伾的珍寶古玩，歲時不絕。王伾室中有一个无门大柜，類似撲滿，只开一口，專門用來儲藏金銀財寶，甚至其妻有时就在上面睡觉。
当时順宗中風瘫痪，王伾主管傳遞顺宗的旨意；王叔文主决断；韦执谊为作文诰；刘禹锡、陈谏、韩晔、韩泰、柳宗元、房启、凌准等谋议附和。
宦官俱文珍、劍南節度使韋皋、荊南節度使裴均、河東節度使嚴綬聯合逼迫順宗退位，以顺宗長子李純即位，史稱「永貞內禪」，二王八司马皆貶，王伾被貶到开州。次年離奇病死。